# Hysterangium rupticutis
Hysterangium rupticutis är en svampart som beskrevs av Castellano & Beever 1994. Hysterangium rupticutis ingår i släktet Hysterangium och familjen Hysterangiaceae.   Inga underarter finns listade i Catalogue of Life.